# دانشگاه ملی کلمبیا
دانشگاه ملی کلمبیا (انگلیسی: National University of Colombia) دانشگاهی دولتی پژوهشی در کلمبیا است، با پردیس‌های عمومی در بوگوتا، مدئین، مانیسالس و پالمیرا, و پردیس‌های ماهواره‌ای در لتیسیا, San Andrés, آراوکا، توماکو، و لاپاز. این دانشگاه در سال ۱۸۶۷ توسط یک قانون از سوی کنگره جمهوری کلمبیا، تأسیس شد، و یکی از بزرگ‌ترین دانشگاه‌های کشور است که بیش از ۵۳٬۰۰۰ دانشجو دارد. این دانشگاه مدرک‌های دانشگاهی اعطا می‌کند و ۴۵۰ برنامه تحصیلی ارائه می‌دهد، از جمله ۹۵ برنامه مقطع کارشناسی، ۸۳ تخصص آکادمیک، ۴۰ تخصص پزشکی، ۱۶۷ کارشناسی ارشد و ۶۵ دکتری. تقریباً ۴۴٬۰۰۰ دانشجو در مقطع کارشناسی و ۸٬۰۰۰ نفر در تحصیلات تکمیلی مشغول به تحصیل هستند. همچنین این دانشگاه یکی از معدود دانشگاه‌هایی است که از پسادکتری در کشور استفاده می‌کند.
دانشگاه عضو اتحادیه دانشگاه‌های کلمبیایی (ASCUN), اتحادیه دانشگاه‌های پسادکتری ایبروآمریکا (AUIP), و شبکه دانشگاهی ایبروآمریکا Universia است. به همراه دانشگاه‌های آنتیوکیا و دانشگاه واله، بخشی از آنچه به نام مثلث طلایی آموزش عالی در کلمبیا شناخته می‌شود، می‌باشد. این دانشگاه یکی از دانشگاه‌های انتخابی و رقابتی‌ترین در کشور است. رتبه‌بندی مؤسسات SCImago در منطقه ایبروآمریکا توسط گروه تحقیقاتی SCImago نشان داد که دانشگاه ملی کلمبیا بیشترین تعداد مقالات علمی منتشر شده در نشریات همتای داوری‌شده را در کشور تولید کرده است، و در سال ۲۰۱۸ در رتبه ۱۷ (۱۴ام) در آمریکای لاتین قرار گرفت. علاوه بر این، طبق رتبه‌بندی وب‌سایت‌های دانشگاهی آمریکای لاتین، دانشگاه ملی کلمبیا در حضور اینترنتی در کشور رتبه اول را دارد. این دانشگاه همچنین در میان اولین دانشگاه‌های منطقه قرار دارد. در میان دانشگاه‌های کشورهای CIVETS، دانشگاه ملی در جایگاه دوم قرار گرفت. به‌طور کلی، این دانشگاه در رتبه‌بندی جهانی دانشگاه‌های رتبه‌بندی دانشگاهی کیواس در سال ۲۰۲۳ رتبه ۲۴۳ را کسب کرد و در آمریکای لاتین رتبه ۱۰ را به‌دست آورد، و در کلمبیا رتبه ۲ را کسب کرد.
این مؤسسه انتخاب گسترده‌ای از برنامه‌های تحصیلی در سطوح کارشناسی و تحصیلات تکمیلی ارائه می‌دهد، از جمله پزشکی، پرستاری، دندان‌پزشکی، مهندسی، شیمی، داروسازی، ریاضیات، فیزیک، زمین‌شناسی، زیست‌شناسی، روان‌شناسی، علوم اجتماعی، فعالیت‌های هنری (موسیقی، هنرهای زیبا), زبان، فلسفه، و قانون. این دانشگاه اولین دانشگاه در کلمبیا بود که در سال ۱۹۶۷ برنامه تحصیلات تکمیلی علوم رایانه را افتتاح کرد.